# Автошлях Т 0901
Автошлях Т 0901 — автомобільний шлях територіального значення в Івано-Франківської області. Проходить територією Калуського та Богородчанського районів. Загальна довжина — 54 км.